# Chenevixite
La chenevixite è un minerale.